# Смрт у Венецији
Смрт у Венецији је новела Томаса Мана, позната по контроверзној тематици платонске љубави остарелог писца, Густава фон Ашенбаха према дечаку, Тадзију. Радња, препуна митолошког симболизма, прати посету фон Ашенбаха Венецији, његове сталне сусрете са црвенокосим особама које симболизују Диониса и дубоку привлачност према пољском дечаку који симболише свет страсти и слободе. Као модел за Тадзија Ману је служио пољски барон Владимир Моес кога је као једанаестогодишњег дечака Ман заиста и срео у Венецији. Новела је пренета на филмско платно 1971. године, а постоји и оперска верзија Бенџамина Бритна из 1973.